# 唐本
唐本（とうほん）とは、中国で刊行され、日本に輸入された図書の総称である。
その多くは木版印刷本で、中華民国成立前に同地（現在の中国）で刊行された書籍を示す。それに対して、主として中華民国以後に出版された近代の活版印刷本は、「中国書」と呼び、漢籍等において唐本と区別される。
訓点を施されていない漢文の図書のため、稀に漢籍と同義語として用いられる場合もある。